# Zearaja
Zearaja es un género de peces de la familia de los Rajidae en el orden de los Rajiformes.

## Especies
- Zearaja chilensis (Guichenot, 1848)
- Zearaja maugeana (Last & Gledhill, 2007)
- Zearaja nasuta (Müller & Henle, 1841)